# 놓지마 정신줄 (드라마)
《놓지마 정신줄》은 대한민국에서 연재되었던 웹툰을 원작으로 하는 드라마다.

## 출연
- 정상훈 : 정 과장 역
- 이현이 : 엄마 역
- 이진혁 : 정신 역
- 이수민 : 정주리 역
- 손세빈 : 김 비서 역
- 홍비라 : 앨리스 역
- 권현빈 : 기영상도 역
- 이현주 : 일등이 역
- 최지수 : 대박순 역